# Cắt nối ARN

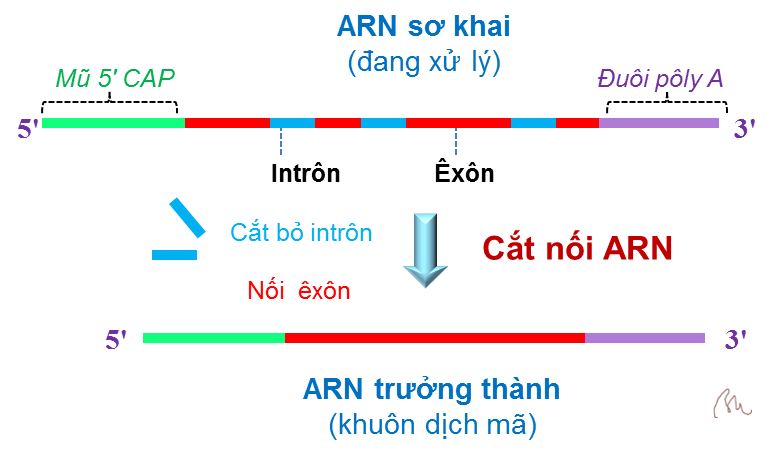
Trong cắt nối RNA, phân tử RNA sơ khai bị loại bỏ các đoạn intrôn, rồi nối các đoạn êxôn lại.

Cắt nối RNA là quá trình loại bỏ các chuỗi không mã hoá (intrôn) ở mRNA sơ khai và nối các chuỗi mã hóa (êxôn) lại với nhau để tạo nên mRNA trưởng thành có thể dịch mã thành prôtêin.
Đây là thuật ngữ của Di truyền học phân tử, trong tiếng Anh là RNA splicing (nghĩa đen: ghép nối RNA) dùng để chỉ một giai đoạn của tiến trình xử lý RNA diễn ra ở tế bào sống trong tự nhiên, tạo ra RNA thông tin trực tiếp làm khuôn cho sinh tổng hợp prôtêin (tức dịch mã).

## Tổng quan
- Ở nhiều sinh vật nhân thực (eukaryote), các gen mã hoá prôtêin là gen phân mảnh gồm các êxôn (đoạn có mã di truyền mang thông tin của amino acid) và intrôn (không mang mang thông tin của amino acid). Các intrôn không có mã di truyền nhưng lại rất cần cho cấu trúc của nhiễm sắc thể chứa DNA mang các gen. Nhưng khi dịch mã, thì các intrôn lại không cần thiết trong khuôn của mRNA để tạo thành chuỗi pôlypeptit nữa, nên trong quá trình xử lý RNA sau phiên mã, thì có giai đoạn cắt nối này.
- Quá trình cắt nối này không chỉ loại bỏ các đoạn không cần cho dịch mã, mà còn rút ngắn chiều dài tuyến tính của RNA, nên sự tổng hợp chuỗi pôlypeptit nhanh hơn.
- Giai đoạn cắt nối RNA được thực hiện qua một loạt các phản ứng, được xúc tác bởi thể cắt nối (spliceosome) là một phức hợp ribônuclêôprôtêin trong nhân kích thước nhỏ (small nuclear ribonucleoproteins, viết tắt là snRNP).[2][3]
- Sự cắt nối RNA sơ khai không chỉ diễn ra với mRNA, mà còn có thể diễn ra với các loại RNA khác (như tRNA). Ở đây chỉ trình bày cắt nối ở mRNA.

## Cơ chế

### Cơ chế chung
Trong tiến hóa của sinh giới, chỉ có các loài sinh vật nhân thực mang DNA có chứa lẫn lộn êxôn và intrôn, nên mới cần cắt nối RNA, do đó chỉ các loài này mới bảo tồn thể cắt nối. Tuy nhiên, đã phát hiện một số sinh vật nhân sơ cũng có. Do đó, một số nhà khoa học đã được đề xuất mô hình "intron muộn" và mô hình  "intron sớm" (xem intron evolution - sự tiến hóa của intron).

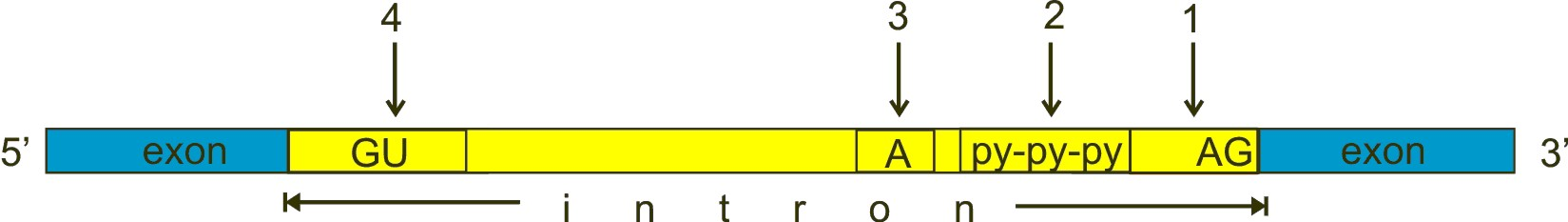
Các đoạn trong một mảnh intrôn.

|                | Nhân thực | Nhân sơ |
| -------------- | --------- | ------- |
| Có thể cắt nối | +         | −       |
| Tự cắt nối     | +         | +       |
| tRNA           | +         | +       |

### Cơ chế cắt nối ở nhân thực

Sơ đổ mô tả hoạt động cắt nối RNA nhờ snRNP.

Diễn biến quá trình này rất phức tạp, nhưng có thể chia thành ba bước chính, tóm tắt như sau.
1. Ngay sau khi được tạo thành qua phiên mã từ gen, thì bản mã phiên này (tức mRNA) mới chỉ là phân tử sơ khai hay tiền mRNA (pre-mRNA).[6] Thể cắt nối (spliceosome) gồm năm phân tử snRNP (đọc là "snurps") sẽ liên kết với đoạn intron (bước 1 ở hình 2). Các thành phần RNA của snRNP sẽ tương tác với đoạn intron này, các thành này đều có chứa nhiều GU ở vị trí nối 5' và nhiều AG tại vị trí nối 3'; nên năm phân tử snRNP này được kí hiệu U1, U2, U4, U5 và U6.[7][8]
2. Sau đó, U1 liên kết với chuỗi GU tại vị trí nối 5 'của intron này; SF1 (splicing factor 1 tức yếu tố cắt nối 1) liên kết với điểm nhánh cuối intron; U2 liên kết tại vị trí nối 3 'của intron.[9][10] Đoạn intron chịu xúc tác bị uốn cong lại.
3. Cuối cùng vị trí 3' bị cắt có năng lượng nhờ thủy phân ATP. Đoạn bị cắt tách khỏi mA RN sơ khia rồi bị phân giải. Các snRNP giải phóng khỏi đoạn đã cắt.[11]

### Cắt nối tRNA
- RNA thông tin (mRNA) ở nhân thực phải cắt nối là đương nhiên, vì gen phân mảnh. Tuy nhiên, gần đây cũng đã phát hiện RNA vận chuyển (tRNA) cũng cần cắt và nối, mặc dù hiếm gặp và khác thường. Phản ứng cắt nối liên quan đến con đường hóa sinh khác hẳn.
- Người ta đã xác định quá trình này xảy ra ở nấm men Saccharomyces cerevisiae. Enzym endonuclease heterotetramer của nó (gồm TSEN54, TSEN2, TSEN34 và TSEN15) đã cắt tRNA sơ khai tại hai đầu một vòng lặp (loop) để tạo thành một nửa là tRNA 5' kết thúc ở đầu 3'-cyclic phosphodiester, còn nửa kia là tRNA 3' kết thúc ở nhóm 5'-hydroxyl và loại bỏ một intron.[12]  Sau đó, tRNA-kinaza sẽ phosphoryl hóa nhóm 5'-hydroxyl bằng cách sử dụng ATP. Enzym tRNA-phosphodiesteraza cắt liên kết  phosphodiester, tạo thành đầu 2'-phosphoryl hoá 3 ', rồi enzym tRNA-ligaza thêm một AMP vào đầu 5 ' của nửa 3' kia rồi nối hai nửa lại với nhau.[13][14][15]